# Dommartin, Rhône
Dommartin är en kommun i departementet Rhône i regionen Auvergne-Rhône-Alpes i östra Frankrike. Kommunen ligger i kantonen L'Arbresle som tillhör arrondissementet Lyon. År 2022 hade Dommartin 2 607 invånare.

## Befolkningsutveckling
Antalet invånare i kommunen Dommartin
| Referens: INSEE |